# Династија Сја
Династија Сја (кинески: wiktionary: 夏朝 од 2070. п. н. е.–1600. п. н. е., у Кини је прва династија описана у Записима Великог Историчара и неслужбеним Бамбуским аналима, који бележе имена седамнаест краљева у четрнаест генерација које су трајале између 431 и 471 година. Династији су претходили легендарних Три суверена и пет царева, а следила је Династија Шанг.
Према традиционалној хронологији, заснованој на прорачунима Љу Сина, Сја су владали између 2205. и 1766. пре нове ере. Према хронологији заснованој на „тренутном тексту“ Бамбусни анали, они су владали између 1989. и 1558. пре нове ере. Упоређујући исти текст са датумима конјункција пет планета, Дејвид Панкенијер, уз подршку Дејвида Нивисона, предложио је датуме 1953. и 1555. пне. Пројекат Сја-Шанг-Џоу хронологије, који је наручила кинеска влада 1996. године, закључио је да су Сја постојали између 2070. и 1600. године пре нове ере.

## Традиционална становишта
Династија Сја је описана у класичним текстовима као што су [[Classic of History|Класика историје]] (Шуђинг), Бамбусови анали и Записи великог историчара (Шиђи) Сима Ћен. Према предању, становници Хуасја су били предачки народ Хан Кинеза.

### Порекло и рани развој
Традиционалне историје прате развој Сја до митских Три суверена и пет царева. Према древним кинеским текстовима, пре него што је успостављена династија Сја, битке су биле честе између племена Жутог цара и племена Чи Ју. Записи Великог историчара и Класика обреда кажу да је Ју Велики, оснивач династије Сја, био унук Џуансја, који је био унук Жутог цара. Али постоје и други записи, попут Бан Гуовог, који кажу да је Јуов отац пета генерација потомака Џуансја. Други извори, као што је Шан Хај Ђинг, помињу да је Јуов отац Гун био син Луоминга, који је био син Хуангдија. Сима Ћин је водио порекло династичког Сја од имена феуда додељеног Јуу, који га је користио као своје презиме и име своје државе.

## Легендарна историја
Према службеној историји, Династија Сја је основана када је Шун абдицирао у корист свог министра Јиа, кога је сматрао савршеним државним службеником. Уместо да власт преда особи коју је сматрао најспособнијом, Ји ју је пренео на свог сина, Ћија, поставивши тако преседан за династијску владавину. Тако је Династија Сја започела период када су државама владале породице и кланови.
Скептична школа ране кинеске историје (јигупај), коју је 1920-их започео Гу Јиеганг, прва је почела сумњати у традиционалну верзију ране историје: “што је више времена пролазило, што је дужи легендарни период кинеске историје... то је рана кинеска историја ближа причама које се преносе с генерације на генерацију, а свака нова јој додаје неке своје елементе” Јун Куен Лијева критика националистичких објашњења за хронологију Три династије се темељи на дихотомији доказа коју пружају археолошки налази насупрот историјских истраживања, што је поготово случај с популарном тезом којом се археолошка Култура Ерлитоу повезује с историјском Династијом Сја. “Како спојити археолошке датуме с историјским датумима је изазов за све хронолошке студије раних цивилизација.”
Према традиционалним кинеским присталицама тезе о Династијском циклусу, током овог периода је кинеска цивилизација развила концепт благонаклоне цивилне власти као и окрутне казне за повреде закона. На темељу тог концепту су се почели развијати кинески закони.
Ђије, последњи владар династије, је према историјским изворима био корумпиран. Свргнуо га је Танг, вођа Шанга, народа с истока.

## Археолошки докази
Археолози су открили градска налазишта, бронзане предмете и гробове који сугеришу на могуће постојање династије Сја на локацијама које спомињу древни кинески историјски текстови. Још увек трају расправе о томе је ли Култура Ерлитоу била налазиште династије Сја. Радиокаробонско датирање смешта налазиште у период око 2100. до 1800. п. н. е., пружајући тако доказе о држави која је била савременик, а можда чак и идентична с династијом Сја коју спомињу кинески историјски радови. Године 1959. су у налазиште у граду Јанши откопане велике палате које многи стручњаци сматрају седиштем династије Сја. Иако каснији историјски текстови спомињу династију Сја, она сама није оставила никаквих писаних трагова који би потврдили њено постојање нити имена владара. С друге стране, археолошка открића указују на еволуцијски стадијум између касних неолитских култура и типичне кинеске градске цивилизације карактеристичне за Династију Шанг.

## Митска супротност Шанга
Сара Ален у својој књизи Облик Корњаче: Мит, Уметност и Свемир у Старој Кини, примећује како су многи аспекти династије Сја једноставно супротне од карактеристика династије Шанг. Класични кинески историчари као Сима Ћен су имали приступ само до извора који датирају до Западне Династије Џоу. Имплицирани дуализам Шанга и Сја, по мишљењу Ален, сугерише да Шанг представља ватру и сунце, птице и исток, док Сја представља запад и воду. Развитак митске династије Сја, тврди Аллен, је био нужан чин династије Џоу у сврху оправдања освајања Шанга, односно тврдње како су Шанг претходно на исти начин свргнули династију Сја.

## Списак владара династије Сја
Кинески: 夏朝 (Xià cháo).
На власти од око 2237. п. н. е. до око 1766. п. н. е.
| Име | Период владавине1   | Напомена                                                |
| --- | ------------------- | ------------------------------------------------------- |
| Ји 禹 (Yǔ) | 2237-2227. п. н. е. | Познат и као: Велики Ји (大禹, Dà Yǔ)                   |
| Ћи 启 (Qǐ) | 2227-2188. п. н. е. | Јиов син; успостављање наследне титуле по мушкој линији |
| Таи Канг 太康 (Tài Kāng) | 2188-2159. п. н. е. |                                                         |
| Џунг Канг 仲康 (Zhòng Kāng) | 2159-2146 п. н. е.  |                                                         |
| Сјанг 相 (Xiāng) | 2146-2079 п. н. е.  |                                                         |
| Шао Канг 少康 (Shào Kāng) | 2079-2057 п. н. е.  |                                                         |
| Џу 予 (Zhù) | 2057-2040 п. н. е.  |                                                         |
| Хуаи 槐 (Huái) | 2040-2014 п. н. е.  |                                                         |
| Манг 芒 (Máng) | 2014-1996 п. н. е.  |                                                         |
| Сје 泄 (Xiè) | 1996-1980 п. н. е.  |                                                         |
| Бу Ђијанг 不降 (Bù Jiàng) | 1980-1921 п. н. е.  |                                                         |
| Ђијунг 扃 (Jiōng) | 1921-1900 п. н. е.  |                                                         |
| Ђин 廑 (Jǐn) | 1900-1879 п. н. е.  |                                                         |
| Кунг Ђија 孔甲 (Kǒng Jiǎ) | 1879-1848 п. н. е.  |                                                         |
| Гао 皋 (Gāo) | 1848-1837 п. н. е.  |                                                         |
| Фа 发 (Fā) | 1837-1818 п. н. е.  |                                                         |
| Ђије 桀 (Jié) | 1818-1766 п. н. е.  | Познат и као: Ли Гуи (履癸, Lǚ Guǐ)                     |
| 1. За први тачан датум у кинеској историји узима се 841. година пре нове ере. Сви датуми пре тога предмет су научних расправа. Датуми у овим табелама написани су према Пројекту за хронологију династија Сја, Шанг и Џоу који је под покровитељством владе НР Кине. |                     |                                                         |